# Thomas Houseago
Thomas Houseago, né en 1972 à Leeds, est un sculpteur britannique.

## Biographie
Entre 1991 et 1996 Thomas Houseago  étudie l'art successivement au Jacob Kramer College de Leeds, à Saint Martin's School of Art de Londres où il obtient un B.A. en 1994 et à De Ateliers, à Amsterdam, de 1994 à 1996.  
Ensuite, il vit, durant huit ans,  à Bruxelles. En 2003 il s'installe, à Los Angelès. Après des débuts difficiles — il travaille comme ouvrier dans le bâtiment — son travail est reconnu lorsque Donald et Mera Rubell, collectionneurs d'art de Miami, achètent, en 2006, plusieurs de ses œuvres. 
Il utilise divers matériaux : bois,  plâtre, aluminium, béton, bronze... Philippe Dagen estime qu' « Houseago cite explicitement et librement à la fois Brancusi, Zadkine, Giacometti, [les sculpteurs] de la Renaissance et ceux d’Afrique, ceux du néolithique et ceux d’aujourd’hui ».
Sa compagne Muna El Fituri a réalisé un film sur la création d’une de ses sculptures ; Houseago exprime son objectif dans ce film : « je voulais révéler le processus de la création, montrer que la manière dont j’utilise mon corps est la clé de tout ».

## Œuvres et expositions

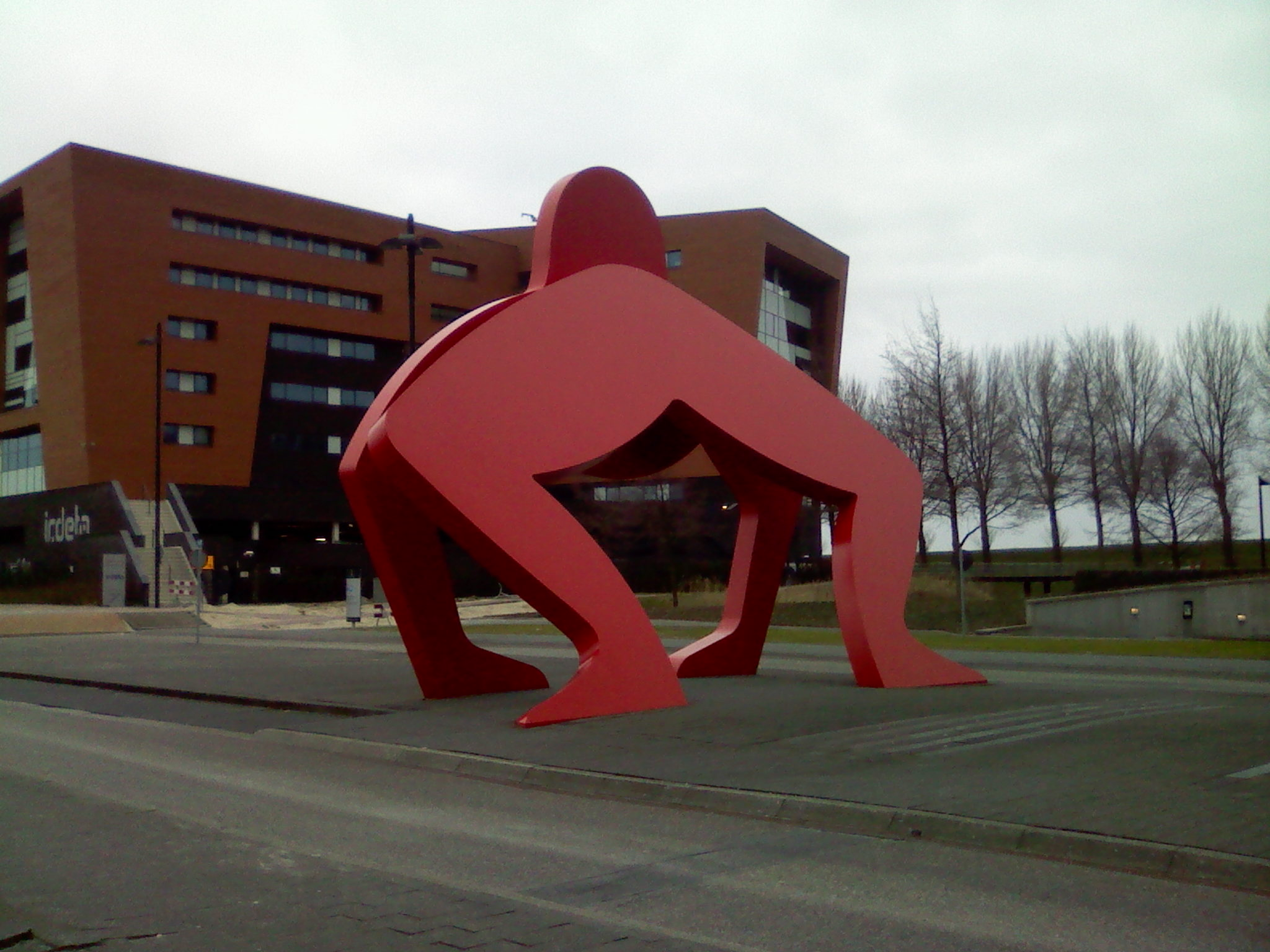
2004, Sumoworstelaar.

### Œuvres
- Walking Man, 1995
- Sitting Nude,  2006,
- Serpent, 2008
- Untitled (Egg), 2015
- Somatic Painting (Crowd), 2018
- California, 2018
- Wood Skeleton, Father, 2018

### Expositions
- Musée d'art moderne de la Ville de Paris, du 15 mars au 14 juillet 2019[5], commissaire  Olivia Gaultier-Jeanroy
- Debout, collection François ¨Pinault, juin-septembre 2018, Musée des Beaux-Arts de Rennes
- Elgiz muséum Istambul, décembre 2017-avril 2018
- Weserburg Museum für moderne Kunst,  mai 2017-février 2018